# Arctium minus
Arctium minus, de nombre común lampazo menor, es una planta bienal de la familia Asteraceae.

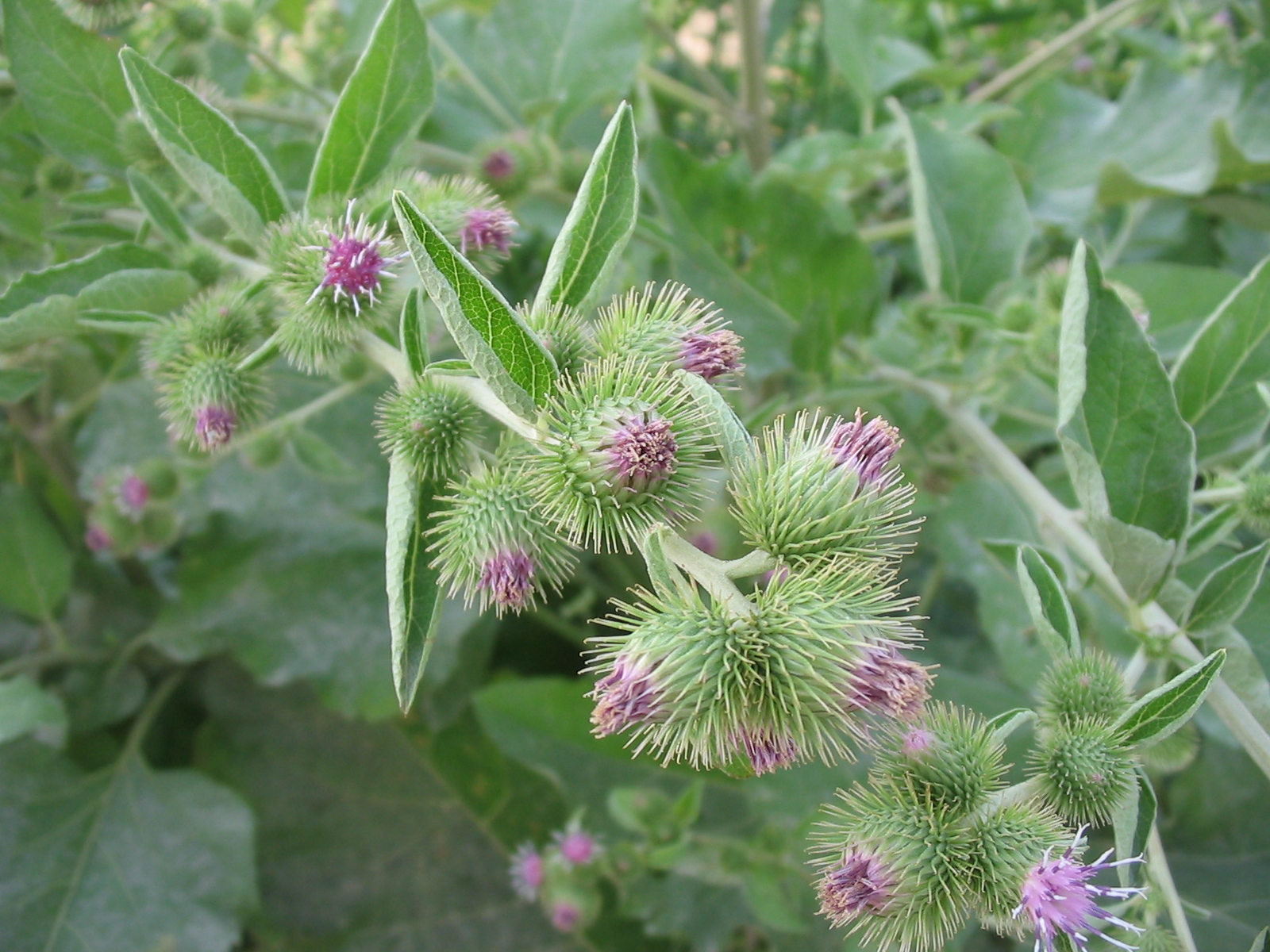
Racimo.

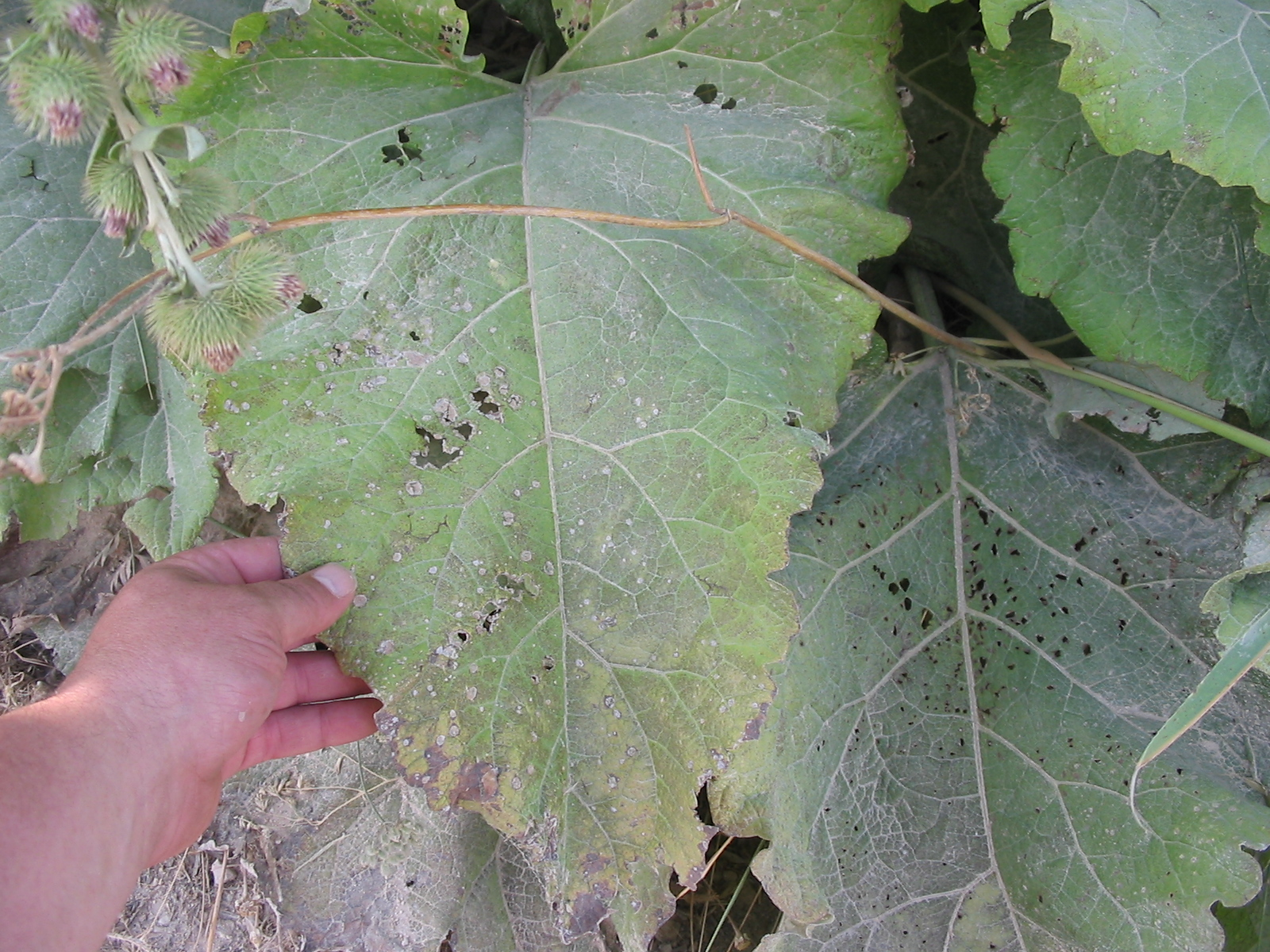
Hoja basal.

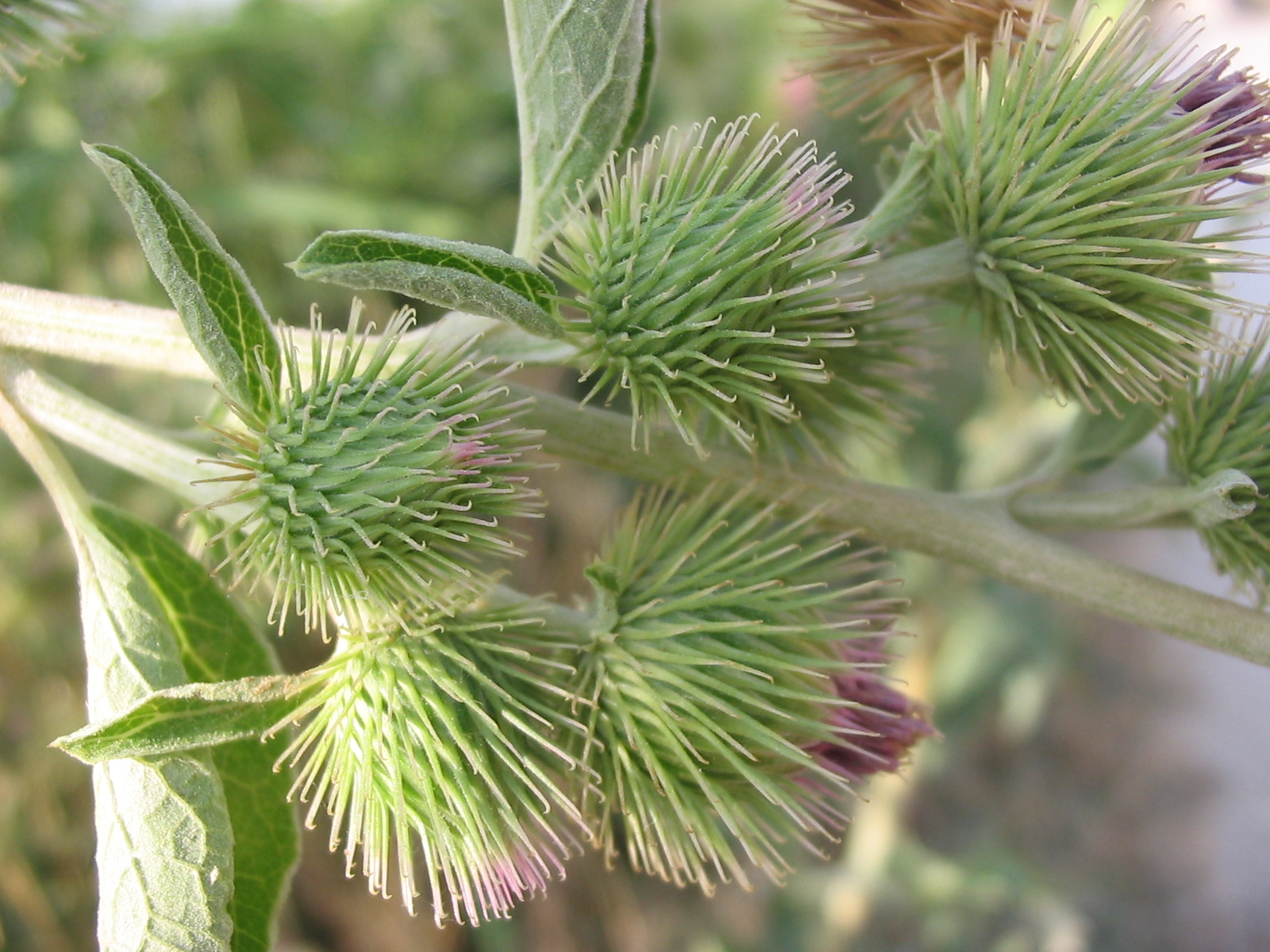
Capítulo.

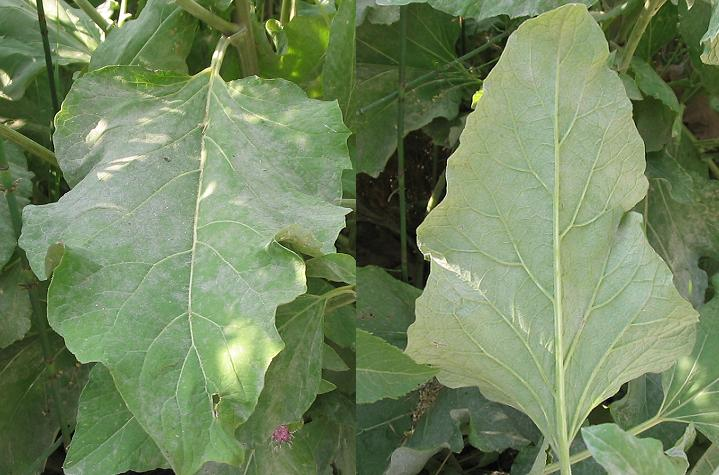
Hoja haz y envés.

## Descripción
Aunque no es tan alta como la Arctium lappa, llega a medir hasta 1,5 m. De ciclo bienal el primer año de la planta sólo aparecen las hojas basales y raíz para terminar su crecimiento y floración en el segundo año.
Las hojas basales son grandes (en la fotografía se aprecia el tamaño comparativo de la mano) acorazonadas, ásperas y sufren el ataque indiscriminado de todo tipo de orugas e insectos, por lo que es fácil encontrarlas enfermas y agujereadas. Tienen un pecíolo largo y hueco (diferencia clara con A. lappa).
Las hojas a lo largo del tallo, con el pecíolo más corto, son alternas, con el borde de la hoja dentado irregularmente y un poco ondulado. Con pelillos muy finos y espesos (puberulento).
Las inflorescencias se presentan solitarias o se agrupan en racimos terminales a lo largo de las ramas. Tienen un pedúnculo pequeño, del mismo tamaño (unos 2 cm.) del involucro.
El involucro globoso cuenta con brácteas que se van estrechando hacia el ápice, todas terminan en forma de gancho (uncinado).
Las flores hermafroditas (que tienen ambos sexos en la misma flor) como en la mayoría de las compuestas son flósculos, esto es, una flor pequeñísima con corola pentámera (o cinco pétalos) en forma de tubo o tubulosa y actinomorfa una gran cantidad de ellas hacen el capítulo ("la flor" de las compuestas).
Toda la planta esta cubierta de un pelillo espeso, pequeño que le da un aspecto blanquecino.
El fruto es un aquenio y semilla en vilano con pelos desiguales.

## Hábito
Se encuentran en choperas, zonas húmedas, bordes de camino, semisombra.

## Usos
El principal uso ha sido el boticario: se utilizaba la cocción de sus raíces como depurativo y, en algunos lugares, para afecciones de la piel, aunque con una incierta efectividad por lo que la planta ha quedado en desuso.

## Basónimo
Lappa minor, que es publicado por vez primera en The Vegetable System en 1762 por Hill, (Sir John Hill (1716 - 1775) y en 1800 es publicado en Systematisches Verzeichnis como Arctium minus (Hill) Bernh. (Johann Jakob Bernhardi (1774 - 1850)

Arctium: nombre genérico que deriva del griego arction, nombre de una planta tomada desde arctos =  "oso", ya está mencionada por Dioscórides y probablemente se refiere a la vellosidad y la apariencia lanuda de la planta.
minor: en relación con su hermana Arctium lappa L. ampliamente conocida en medicina popular y botica de tamaño mayor.
Sinonimia
- Arcion minus Bubani
- Arctium chabertii Briq. & Cavill.
- Arctium conglomeratum Schur ex Nyman
- Arctium euminus Syme
- Arctium lappa Kalm
- Arctium montanum Steud.
- Arctium pubens Bab.
- Bardana minor Hill
- Lappa chabertii
- Lappa minor Hill
- Lappa pubens (Bab.) Boreau[2]

## Nombres vernáculos
Barbana, hierba de los amores, lampazo, lapa de bueyes, lapa de San Bernardo.  